# Lasse Gjertsen
Lasse Gjertsen (ur. 19 lipca 1984) – norweski animator, muzyk oraz filmowiec znany na YouTube pod pseudonimem lassegg. Jego najlepiej znanymi filmami krótkometrażowymi są "Hyperactive" i "Amateur", które są przykładem techniki zwanej animacją stop-motion.

## Życiorys
Gjertsen urodził się w miejscowości Larvik. W wieku 23 lat studiował animację na Kent Institute of Art & Design w Anglii i w Voldzie. Jego czas spędzony na Kent Institute zakończył się aprobatą ze strony wykładowców, szczególnie w przypadku Hyperactive.

## YouTube
Lasse oficjalnie zamieścił Hyperactive na YouTube po tym, jak znalazł kopię umieszczoną przez innego użytkownika zawierającą ścieżkę audio w słabej jakości. Po sześciu miesiącach, Lasse umieścił 16 dodatkowych filmów, wiele z nich stworzył podczas kursów animacji. 12 maja 2007 roku był na 31 miejscu pod względem ilości subskrypcji kanału na YouTube, a cztery z jego filmów pojawiły się na stronie głównej serwisu - Hyperactive, What The Fuck?, Amateur, i Sogno ad Occhi Aperti.
Kiedy film Hyperactive był najbardziej popularny, w wersji on-line Wall Street Journal pojawił się artykuł o Amateur
Wideo Lasse Gjertsena pt. Hyperactive zostało nominowane w kategorii Najbardziej Kreatywny Film podczas Nagród Filmowych 2006 na YouTube. Film zajął trzecie miejsce.
Następna praca Gjerstena także zamieszczona na YouTube; "Hva faen, Speil?".
Hyperactive zostało skopiowane przez Cartoon Network w reklamie programu "Foster’s Home for Imaginary Friends". Lasse początkowo chciał podjąć kroki prawne lecz po rozmowie z adwokatem, zdecydował, że proces może być trudny i ciągnąć się latami.
To samo zauważono także w przypadku reklamy trzeciego sezonu serialu F/X "It's Always Sunny In Philadelphia." Niejasne jest czy wykorzystanie materiału odbyło się za zgodą Gjertsena.

## Poza YouTube
Sukces na YouTube zaowocował w oferty międzynarodowych kompanii takich jak Chevrolet i MTV.
Do swoich prac filmowych, Lasse nagrał album elektronicznej muzyki.
Podczas pięciomiesięcznej przerwy w dodawaniu nowych materiałów video, Lasse pracował nad dwoma częściami teledysku nazwanego Sogno ad Occhi Aperti, z włoskim wiolonczelistą Giovanni Sollima.
W 2007 roku, Gjertsen zrobił teledysk dla szwedzkiego rapera Timbuktu do utworu "Get Fizzy".

## Oprogramowanie
Lasse twierdzi, że używa poniższego oprogramowania przy tworzeniu swoich filmów:
- Adobe Photoshop
- Adobe Premiere Pro
- Adobe After Effects
- Debugmode WinMorph
- FL Studio

### Muzyka
Lasse używa FL Studio to tworzenia oryginalnych kompozycji w swoich filmach. Ponieważ twierdzi, że nie posiada żadnych umiejętności w graniu na instrumentach, tworzy jedynie sample ze swoich prób wydobycia dźwięków z perkusji, pianina, gitary, harmonijki i śpiewu.
Jedynymi filmami bez jego oryginalnych kompozycji są dwa teledyski: Home Sweet Home norweskiego rapera Siriusa oraz Sogno ad Occhi Aperti włoskiego wiolonczelisty Giovanniego Sollima.

## Chronologia filmów na YouTube

### 2006
| Tytuł                                                      | Data wydania    | Długość | Opis |
| ---------------------------------------------------------- | --------------- | ------- | --- |
| 1. "Hyperactive - Lasse Gjertsen"                          | May 8           | 2:06    | Obejrzane ponad 7 346 959 razy (to samo wideo umieszczone przez innego użytkownika miało ponad 10 mln odsłon) |
| 2. "Machine Man - Lasse Gjertsen"                          | 9 maja          | 1:43    | |
| 3. "The Businessman - Lasse Gjertsen"                      | 10 maja         | 2:09    | |
| 4. "Us - Lasse Gjertsen"                                   | 10 maja         | 1:21    | |
| 5. "Commercial (Norwegian) - Lasse Gjertsen"               | 21 maja         | 0:40    | |
| 6. "Lasse vs Teknologi - Lasse Gjertsen"                   | 28 lipca        | 0:42    | |
| 7. "Ghost or something?! Watch the left hand top corner.." | 30 lipca        | 0:32    | |
| 8. "Hva faen, Speil? - Lasse Gjertsen"                     | 25 sierpnia     | 1:02    | featured on YouTube front page                                                                                |
| 9. "Lasse vs Teknologi II - Lasse Gjertsen"                | 29 października | 2:13    | |
| 10. "Rødmaling - Lasse Gjertsen"                           | 30 października | 1:13    | Jego najpopularniejsza animacja z ponad 1 355 000 odsłon                                                      |
| 11. "Sirius - Home sweet home"                             | 31 października | 3:35    | Teledysk |
| 12. "Jeg går en Tur - A self portrait by Lasse Gjertsen"   | 1 listopada     | 3:14    | Umieszczone jako praca na egzamin wstępny do szkoły animacji w Norwegii                                       |
| 13. "Hvordan passere en veibane - Lasse Gjertsen"          | 1 listopada     | 0:27    | |
| 14. "Fotball NM '97 - Lasse Gjertsen"                      | 1 listopada     | 4:08    | |
| 15. "Den Lille Valpen - Lasse Gjertsen"                    | 2 listopada     | 1:21    | |
| 16. "Amateur - Lasse Gjertsen"                             | 7 listopada     | 3:12    | Najbardziej popularne video na jego koncie, z ponad 8 milionami odsłon na YouTube (do stycznia 2008 roku).    |

### 2007
| Tytuł                                                            | Data wydania | Długość | Opis                                                                                       |
| ---------------------------------------------------------------- | ------------ | ------- | ------------------------------------------------------------------------------------------ |
| 17. "Sweet Memories - Stine Mills"                               | 31 stycznia  | 1:33    | Film reżyserowany przez jego byłą dziewczynę, której Lasse pomógł w sprawach technicznych. |
| 18. "Giovanni Sollima - Sogno ad Occhi Aperti (Daydream) PART 1" | 9 maja       | 6:20    | Teledysk do Terra Aria                                                                     |
| 19. "Giovanni Sollima - Sogno ad Occhi Aperti (Daydream) PART 2" | 9 maja       | 5:53    | Teledysk do Concerto Rotondo                                                               |

### 2008
| Tytuł                                               | Data wydania | Długość | Opis |
| --------------------------------------------------- | ------------ | ------- | --- |
| 20. "Det Ultimate Selvmord"                         | 24 stycznia  | 6:03    | Angielski tytuł "The Ultimate Suicide" ("Ostateczne Samobójstwo") Lasse tymczasowo usunął profil po umieszczeniu tego filmu. Kiedy został on ponownie uruchomiony był proszony o wyjaśnienia, ponieważ samobójstwo wyglądało na prawdziwe. |
| 21. "Faen!"                                         | 7 lutego     | 2:20    | Dialogi w języku angielskim |
| 22. "New 9/11 Footage clearly showing fake planes!" | 29 kwietnia  | 2:09    | |
| 23. "Roshambo"                                      | 25 czerwca   | 1:00    | Animacja |